# Gonzalo Heredia
Gonzalo Ezequiel Heredia (Munro, Vicente López, provincia de Buenos Aires; 12 de marzo de 1982) es un actor y escritor argentino. 

## Formación
Entre 1996 y 1997 estudió en el "Complejo Cultural Comunicanto" en Vicente López: Técnica vocal, técnica de movimiento y arte dramático con Alberto D´Ana y Carmen D´Ana. En 1997 y 1998 sus docentes de teatro fueron Mauro Moscardini, Javier Margulis y Rubens Correa en el "Teatro grupo La barraca". En 2000 realizó su primera publicidad para "Crédito Hipotecario". Un año más tarde trabajó como conductor para el programa de cable Camino a... (2000) de la diseñadora Lilian Coone. Gonzalo también estudió en el "Teatro Estudio Julio Chávez" bajo la docencia de Roxana Randon y Raúl Serrano.

## Carrera
En 2000 participó nuevamente en una publicidad, esta vez de Coca Cola. Su gran oportunidad llegó en el 2001 cuando se presentó al casting para la telenovela juvenil EnAmorArte en Telefe; allí Gonzalo compuso el personaje de Maxi y se asoció a Matías Fiszson para el cortometraje El sabor del encuentro. Un mes después de terminada la novela, Heredia ingresó a la casa de Reality Reality el primer reality show con actores de la Argentina donde también adquirió notoriedad. A principios de 2002, el mismo productor del reality, Enrique Estevanez lo convoca para la telecomedia Maridos a domicilio, donde  interpretó al Chango. Simultáneamente a principios de 2002, Diego Shaalo lo convoca para actuar en la película El día del retiro.
A comienzos del año 2003 actuó como hijo de Juan Leyrado en la miniserie de Telefe Tres padres solteros. En la segunda mitad del año participó en la telenovela Dr. Amor de El Trece. 
En 2004 formó parte del elenco protagónico de la tira juvenil Frecuencia 04 y también actuó en la Sit-Com La Niñera, ambas series de Telefe. En 2005 realizó su primer trabajo para la productora Pol-ka interpretando al novio de Luisana Lopilato en la telenovela Los secretos de papá y durante el mismo año también trabajó en Una familia especial ambos programas emitidos por Canal 13. Al año siguiente volvió a Telefe para personificar a uno de los personajes secundarios de Chiquititas sin fin.
El año 2007 marcó su regreso a Pol-ka en la telenovela Mujeres de nadie por la que fue nominado a los Premios Clarín como revelación de televisión. En 2008 alcanzó más popularidad trabajando en el unitario  Socias. En 2009 fue uno de los protagonistas de la tira Valientes, en este mismo año fue elegido como El más sexy de la TV y obtuvo su primera nominación al Martín Fierro. En el verano encabezó la versión teatral de Valientes en Mar del Plata, con Luciano Castro y Mariano Martínez.
En cine fue la estrella de otras dos películas Ronda nocturna (2005) y Felicitas (2009).
Durante el 2010, brilló en la telenovela Malparida junto a Juana Viale.
Al año siguiente hizo participaciones especiales en las tiras Los únicos (2011), el unitario El Puntero (2011), Amores de historia (2012) y Tiempos compulsivos (2012). En el 2012 protagonizó la telenovela Lobo con Vanesa González, la cual fue levantada del aire por su baja audiencia.
En teatro trabajó en las obras El montaplatos y El don de la palabra acompañado por Guillermo Arengo, Andrea Politti y Sofia Gala.
A finales del 2013 y hasta mediados de 2014 fue uno de los protagonistas de la tira Mis amigos de siempre junto a Nicolás Cabré, Nicolás Vázquez, Agustina Cherri, Calu Rivero y Emilia Attias.
En 2016 formó parte de la pareja secundaria junto a Agustina Cherri en la telenovela Los ricos no piden permiso como Agustín Villalba.

## Vida personal
Desde el año 2010 está en pareja con la actriz Brenda Gandini. Tienen dos hijos: Eloy, nacido en 2011, y Alfonsina, nacida en 2017.
Es simpatizante del Club Atlético Vélez Sarsfield y del Club Atlético Colegiales por su cercanía con Munro.

## Filmografía

### Cine
| Año  | Título                       | Papel                    | Dirección               |
| ---- | ---------------------------- | ------------------------ | ----------------------- |
| 2002 | El día del retiro            | Alejandro                | Diego Shaalo            |
| 2005 | Ronda nocturna               | Víctor                   | Edgardo Cozarinsky      |
| 2007 | El otro y el mismo           | -                        | Felipe Costa            |
| 2009 | Felicitas                    | Enrique Ocampo           | María Teresa Costantini |
| 2013 | Omisión                      | Santiago Murray          | Marcelo Páez Cubells    |
| 2016 | Me casé con un boludo        | Él mismo (cameo)         | Juan Taratuto           |
| 2018 | No llores por mí, Inglaterra | Manuel «Manolete» Cajide | Néstor Montalbano       |

### Televisión
| Año       | Título                               | Papel                             | Notas                                              |
| --------- | ------------------------------------ | --------------------------------- | -------------------------------------------------- |
| 2000      | Camino a...                          | Coconductor                       |                                                    |
| 2001      | EnAmorArte                           | Maximiliano Correa                |                                                    |
| 2001      | Reality Reality                      | Gonzalo                           |                                                    |
| 2002      | Maridos a domicilio                  | Chango                            |                                                    |
| 2003      | Tres padres solteros                 | Mauricio Galendo                  |                                                    |
| 2004      | La niñera                            | Diego                             | Episodio: «La guardabosques»                       |
| 2004      | Frecuencia 04                        | Pedro Ríos                        |                                                    |
| 2004      | Los secretos de papá                 | Tomás                             |                                                    |
| 2005      | Una familia especial                 | Diego Bolaños                     |                                                    |
| 2005-2006 | Mujeres asesinas                     | Marcos                            | Episodio: «Patricia, vengadora»                    |
| 2005-2006 | Mujeres asesinas                     | Sergio                            | Episodio: «Leticia, codiciosa»                     |
| 2006      | Chiquititas sin fin                  | Mateo Von Bauer                   |                                                    |
| 2007-2008 | Mujeres de nadie                     | Rolando «Rolo» Pérez              |                                                    |
| 2008-2009 | Socias                               | Mariano Rivas                     |                                                    |
| 2009-2010 | Valientes                            | Enzo Sosa / Enzo Morales          |                                                    |
| 2010-2011 | Malparida                            | Lautaro Uribe                     |                                                    |
| 2011      | Los Únicos                           | Él mismo                          | Episodio 63                                        |
| 2011      | El puntero                           | Mateo «Facha» Sonoria             |                                                    |
| 2012      | Lobo                                 | Lucas Moreno / Germán Díaz Pujol  |                                                    |
| 2012      | Amores de historia                   | Leandro                           | Episodio: «Marta y Leandro»                        |
| 2012      | Tiempos compulsivos                  | Fabián Milano                     |                                                    |
| 2013-2014 | Mis amigos de siempre                | Julián Ruiz                       |                                                    |
| 2015      | La casa                              | Lucio Viterbo                     | Episodio: «Criatura»                               |
| 2015      | Variaciones Walsh                    | Agustín Morel                     | Episodio: «La aventura de las pruebas de imprenta» |
| 2016      | Los ricos no piden permiso           | Agustín Villalba / Agustín Campos |                                                    |
| 2019      | Argentina, tierra de amor y venganza | Aldo Moretti                      |                                                    |
| 2019      | Otros pecados                        | Gonzalo Oroño                     | Episodio: «Cuento de invierno»                     |
| 2021-2022 | La 1-5/18                            | Bruno Medina                      |                                                    |
| 2022      | Las calles de la historia            | Conductor                         |                                                    |
| 2024      | El sabor del silencio                | Vicente Olivar                    |                                                    |

## Teatro
| Año       | Título                                 | Papel                    | Notas                                |
| --------- | -------------------------------------- | ------------------------ | ------------------------------------ |
| 2005      | Squash, escenas de la vida de un actor |                          | Teatro Sarmiento                     |
| 2007      | La jaula de las locas                  | Lorenzo                  | Teatro Metropolitan                  |
| 2009      | Valientes                              | Enzo Sosa / Enzo Morales | Teatro América                       |
| 2012      | El montaplatos                         | Ben                      | Teatro Piccolino                     |
| 2013      | El don de la palabra                   | Varios                   | Teatro Picadilly                     |
| 2015      | Julio César                            | Bruto                    | Teatro Nuevo Moreno Antiguo          |
| 2016      | Poder absoluto                         | Gerhard Bauer            | Teatro Payró                         |
| 2018-2019 | Perfectos desconocidos                 | Ramiro                   | Teatro Metropolitan                  |
| 2019-2022 | Desnudos                               | Martín                   | Teatro Neptuno / Teatro Metropolitan |
| 2023      | Como provocar un incendio              | Julio                    | Multiteatro                          |
| 2024-2025 | La mentira                             | Pablo                    | Teatro Picadero / Teatro Astros      |

## Radio
| Año       | Título       | Rol       | Emisora    |
| --------- | ------------ | --------- | ---------- |
| 2018-2022 | Notas al pie | Conductor | Rock & Pop |

## Premios y nominaciones
| Año  | Organización            | Categoría                                          | Trabajo               | Resultado | Ref(s) |
| ---- | ----------------------- | -------------------------------------------------- | --------------------- | --------- | ------ |
| 2007 | Premios Clarín          | Actor revelación                                   | Mujeres de nadie      | Ganador   | [ 13 ] |
| 2010 | Premios Martín Fierro   | Mejor actor protagonista de novela                 | Valientes             | Nominado  | [ 14 ] |
| 2011 | Premios Martín Fierro   | Mejor actor protagonista de novela                 | Malparida             | Nominado  | [ 15 ] |
| 2020 | Premios Estrella de Mar | Mejor actor de comedia                             | Desnudos              | Nominado  | [ 16 ] |
| 2024 | Premios Produ           | Mejor actor principal - Serie y miniserie policial | El sabor del silencio | Nominado  | [ 17 ] |